# Théodule Ribot (pittore)
Théodule-Augustin Ribot (8 agosto 1823 – 11 settembre 1891) è stato un pittore e incisore francese.
Nacque a Saint-Nicolas-d'Attez e studiò all'École des Arts et Métiers de Châlons prima di trasferirsi a Parigi nel 1845. Qui trovò lavoro per decorare cornici dorate per un produttore di specchi. Sebbene ricevesse una certa formazione artistica mentre lavorava come assistente di Auguste-Barthélémy Glaize, Ribot era principalmente autodidatta come pittore. Dopo un viaggio in Algeria intorno al 1848, tornò nel 1851 a Parigi, dove continuò a guadagnarsi da vivere come artigiano. Alla fine del 1850, lavorando di notte alla luce della lampada, iniziò a dipingere seriamente, raffigurando soggetti quotidiani in uno stile realistico.
Debutta nel Salon nel 1861 con quattro dipinti di soggetti da cucina. I collezionisti acquistarono le opere e i suoi dipinti nei Saloni del 1864 e 1865 vennero premiati con medaglie.
Ribot dipinse opere di genere domestico, nature morte, ritratti, nonché scene religiose, come il successo del suo salone St. Sebastian, Martyr (1865). La sua preferenza era per dipingere direttamente dalla natura, sottolineando i contrasti di luce e buio. Il suo uso del chiaroscuro per suggerire stati psicologici è cresciuto dalla sua ammirazione per i maestri barocchi spagnoli e olandesi come Ribera e Rembrandt, un entusiasmo condiviso dai suoi contemporanei Courbet e Bonvin. I membri della famiglia Ribot sono i probabili modelli per molte delle sue composizioni figurative, in cui i soggetti si impegnano in attività umili, come preparare i pasti o riunirsi in gruppi per leggersi l'un l'altro. La luce attira l'attenzione su volti e mani, che emergono bruscamente da ambienti scarsamente illuminati.
Sebbene il realismo dell'opera di Ribot lo allinei agli artisti più progressisti della generazione precedente agli impressionisti, non era un rivoluzionario e il suo lavoro ha incontrato una risposta generalmente favorevole da parte del pubblico e della critica.
Nel 1878 Ribot ricevette la Legion d'Onore. In questo periodo, in cattiva salute, smise di dipingere e si trasferì a Colombes, dove morì nel 1891.
Suo figlio, Germain Théodore Ribot (1845-1893), era un pittore di nature morte e di genere in uno stile simile a quello di suo padre.